# Тихонов, Александр Николаевич (лингвист)
Алекса́ндр Никола́евич Ти́хонов (20 ноября 1931, Поташевка — 16 марта 2003, Москва) — советский и российский учёный-лингвист, лексикограф, специалист в области русской дериватологии. Учёный сделал значительный вклад в разработку принципов составления гнездовых словообразовательных словарей, теоретических проблем словообразовательного гнезда.

## Биография
Родился в Башкирии.
С 1947 работал учителем русского языка в Таджикистане.
В 1955 году окончил с отличием филологический факультет Самаркандского университета имени А. Навои. В 1956—1968 гг. работал преподавателем, доцентом кафедры русского языкознания в Самаркандском университете. В 1968 году стал проректором Самаркандского педагогического института.
В 1974 году защитил докторскую диссертацию «Формально-семантические отношения слов в словообразовательном гнезде».
В 1978 г. был избран заведующим сектором изучения русского языка как средства межнационального общения Института русского языка Академии наук СССР. Работал ведущим научным сотрудником в Институте русского языка и в научно-учебном центре «Языки и культуры Северной Евразии».
1 марта 2001 года по его инициативе была образована Лаборатория учебной лексикографии при Елецком государственном университете имени И. А. Бунина.
Похоронен на кладбище «Ракитки» в Москве (в 10 км от МКАД по Калужскому шоссе).

## Основные работы
- «Лексическое гнездо в современном русском языке»
- «Словообразовательное гнездо в современном русском языке»
- «Русский глагол: проблемы теории и лексикографирования»
- «Морфемно-орфографический словарь»
- «Словообразовательный словарь современного русского языка»
- «Проблемы составления гнездового словообразовательного словаря»
- «Взгляд в будущее словообразовательной лексикографии»
- «Словообразовательная мотивированность однокоренных слов»
- «Современный русский язык (Морфемика. Словообразование. Морфология)»
- «Словарь русских личных имён» (в соавторстве с Л. З. Бояриновой и А. Г. Рыжковой)
  - Тихонов А. Н., Бояринова Л. З., Рыжкова А. Г. Словарь русских личных имён / Оформление Е. Кожуховой. — М.: Школа-Пресс, 1995. — 736 с. — 30 000 экз. — ISBN 5-88527-108-9. (в пер.)

- «Словарь-справочник по русскому языку: Правописание, произношение, ударение, словообразование, морфемика, грамматика, частота употребления слов» (в соавторстве с Е. Н. Тихоновой и С. А. Тихоновым)
- «Комплексный словарь русского языка» (в соавторстве с Е. Н. Тихоновой, С. А. Тихоновым, О. М. Чупашевой, М. Ю. Зуевой)
- «Энциклопедический словарь-справочник лингвистических терминов и понятий» (в соавторстве с Г. С. Журавлевой, М. А. Лапыгиным, А. М. Ломовым, Л. В. Рацибурской, Е. Н. Тихоновой, Р. И. Хашимовым)

## Подход к морфологическому разбору
Морфологический разбор Тихонова различается с морфологическим разбором других известных российских языковедов. В частности, альтернативный морфологический разбор обнаруживается в словаре Т. Ф. Ефремовой и А. И. Кузнецовой.